# Taula dels Lladres

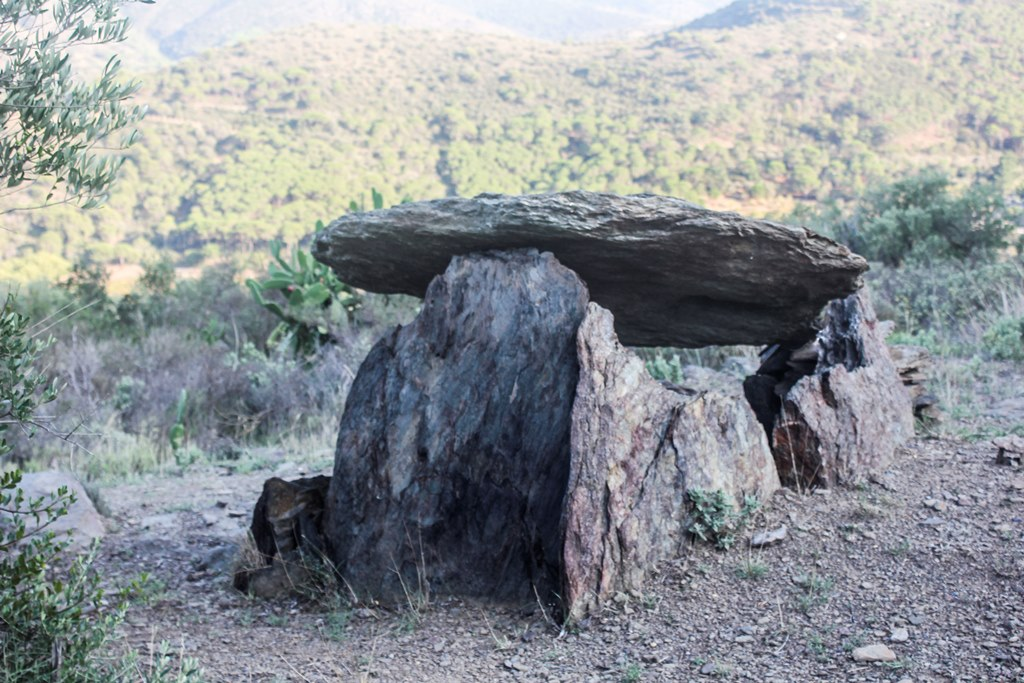
Dolmen Taula dels Lladres

Der Dolmen Taula dels Lladres (katalanisch für: „Tisch der Diebe bzw. Räuber“) liegt bei La Selva de Mar in der Comarca Alt Empordà in Katalonien in Spanien.
Der „Taula dels Lladres“ ist ein rechteckiger Dolmen von 2,2 × 1,3 m. Er besteht aus sechs teilweise abgeschlagenen Platten über denen  ein schräg aufliegender Deckstein liegt, auf dem Gravuren zu sehen sind. Im Bereich der Ränder und des Massivs am Cap de Creus gibt es viele Dolmen vor allem aber Paradolmen, die aus der Zeit zwischen 4000 und 2000 v. Chr. stammen bzw. bis in die Bronzezeit genutzt wurden. In der Nähe liegen die Dolmen von Mores Altes.
Die Überlieferung besagt, dass es der Treffpunkt für Banditen war, die hier die Beute aufteilten.